# En Belén tocan a fuego
En Belén tocan a fuego  (traducibile come "A Betlemme (le campane) gridano/risuonano al fuoco") è un tradizionale canto natalizio spagnolo di autore anonimo.

## Testo
Il testo parla degli avvenimenti legati alla Nascita di Gesù. Il fuego ("fuoco") fa probabilmente riferimento alla paglia in cui è nato Gesù.
En Belén tocan a fuego del portal salen las llamas; 

porque dicen que ha nacido el Redentor de las almas.

Brincan y bailan los peces en el río, 

brincan y bailan de ver al Dios nacido. 

Brincan y bailan los peces en el agua, 

brincan y bailan de ver nacida el alba; 

la la la la la la la la la la la la la. 

Brincan y bailan y brincan y bailan.

En el portal de Belén nació un clavel encarnado 

que por redimir al mundo se ha vuelto lirio morado. 

Brincan y bailan...

La Virgen lava pañales y los tiende en el romero; 

los pajaritos cantaban y el agua se iba riendo. 

Brincan y bailan...

## Versioni discografiche
Tra gli artisti che hanno inciso il brano, figurano, tra gli altri (in ordine alfabetico):
- Coral Sant Jordi (nell'album Navidad 1973 del 1973)[3]
- Coro De Câmara De Lisboa (nell'album Canções de Natal del 1997)[4]
- Alison Eve (nell'album Set Sorrow Aside del 2010) [5]
- Madrigal Chorus Of Barcelona (in The Folk Songs Of Spain)[6]
- St Jordi Choir con Oriol Martorell (in Christmas in Spain)[7]
- Tucson Arizona Boys Chorus (in Christmas Music Of The Great Southwest)[8]